# Ulrich Thoden
Ulrich Thoden (nacido el 16 de mayo de 1973 en Münster-Hiltrup) es un político alemán del partido La Izquierda. Fue elegido diputado al 21avo Bundestag alemán por la lista del estado de Renania del Norte-Westfalia. 

## Vida y trabajo
Tras graduarse en el Ratsgymnasium de Münster en 1992, Thoden estudió Teología Católica en la Universidad de Münster y se graduó con honores en 1999. En 2005, obtuvo el primer examen estatal de magisterio para el nivel secundario I/II y en 2008 el segundo examen estatal. A partir de 2006, Thoden enseñó inglés, latín, teología católica y griego en el Canisianum de Lüdinghausen  donde también actuó como profesor de clase. Desde 2017 hasta su incorporaciòn al Bundestag alemán en 2025, trabajó como profesor en la Escuela Profesional de Rheine en el distrito de Steinfurt, donde enseñó inglés, latín, filosofía y religión católica.

## Política
Thoden ya era activo durante su época en el Ratsgymnasium de Münster, por ejemplo participando en las manifestaciones contra la Primera Guerra de Irak en 1991.  En 2008 se unió al SPD y en 2016 presentó su candidatura dentro del partido para suceder al diputado del SPD por Münster, Christoph Strässer. En 2018 se unió al Partido de la Izquierda, donde fue portavoz del grupo parlamentario en el consejo de Münster de 2020 a 2024. En 2022 se convirtió en portavoz estatal adjunto de La Izquierda en Renania del Norte-Westfalia y en 2023 en delegado en el consejo estatal del partido. 
El 14 de diciembre de 2024 se celebró una asamblea de afiliados en la que Thoden fue elegido candidato directo en el distrito electoral 127 (Steinfurt III).   En la reunión de representantes estatales de La Izquierda del 11 de enero de 2025, se anunció que se postularía para el cuarto lugar en la lista estatal para las elecciones federales de 2025.  En su circunscripción, al Partido de Izquierda obtuvo el 6,0 % de los votos directos y un 6,4 % de los votos de lista. 

## Actividad sindical
Además de su trabajo en política, Thoden también está involucrado en el Sindicato de Educación y Ciencia (GEW). En 2017 fue elegido por primera vez presidente de la asociación municipal del GEW en Münster.  En este cargo, hace campaña por mejores condiciones laborales en el sector educativo y, en el contexto de la campaña “Education Construction Site”, criticó la desigualdad salarial de los docentes y pidió más personal a través de mejores salarios y mejores condiciones laborales. 